# Dobiegniew
Dobiegniew [dɔ'bʲɛgɲɛf], tyska: Woldenberg, är en stad i västra Polen, belägen i distriktet Powiat strzelecko-drezdenecki i Lubusz vojvodskap, 46 kilometer nordost om Gorzów Wielkopolski. Tätorten hade 3 155 invånare år 2014 och är centralort i en stads- och landskommun med totalt 6 750 invånare.

## Historia
I trakten av den nuvarande staden finns spår från yngre stenåldern av en bosättning på pålar i en våtmark. Den första skriftliga källa som nämner orten är från år 1250, då hertigen Przemyslaw I av Storpolen skänkte orten Dubegneve till cistercienserklostret i Ovinsk. Troligen rör det sig om en idag försvunnen befästning som anlagts till skydd för den öst-västliga handelsväg mellan Küstrin och Schloppe som gick här. Omkring år 1295 tillföll staden, då kallad Dubgnew, markgrevskapet Brandenburg. Markgreven Otto IV av Brandenburg bekräftade 1297 klostret Ovinsks äganderätt. Markgrevarna uppehåll sig ofta här, 1303 slöts här ett fördrag mellan de fyra markgrevarna och Henrik av Cammin, och 1305 utfärdade markgreven Valdemar av Brandenburg dokument här.
Orten omnämns första gången 1313 som stad, i samband med att borgarna köpte stadens kvarn av markgreven för 500 silvermark. Troligen utfärdades stadsrättigheterna redan i slutet på 1200-talet. 1333 omnämns första gången den tyska namnformen som "Waldinborg", och detta namn blev inom kort det brukliga. Woldenberg hade en stadsmur med omfattande vallar och vallgravar, av vilka idag endast ruiner av ett torn återstår.
Mellan 1402 och 1454 tillhörde staden tillsammans med Neumark Tyska orden och brändes 1433 av husiterna. År 1455 blev staden åter del av kurfurstendömet Brandenburg och blev immediatstad. Under denna period uppfördes den treskeppiga stadskyrkan i tegelgotik. År 1581 brändes fem människor på bål i staden vid en häxprocess. Staden drabbades flera gånger av omfattande bränder, den sista 1710. Vid återuppbyggnaden förstorades stadens torg och gatnätet rätades ut, och rådhuset uppfördes på en ny plats vid torgets östsida. Från staden utgick handelsvägar mot Posen, Stettin och Küstrin vilket gynnade handeln. Staden hade en vävindustri och var fram till 1847, då papperskvarnen stängdes, även ett lokalt centrum för pappersframställning.

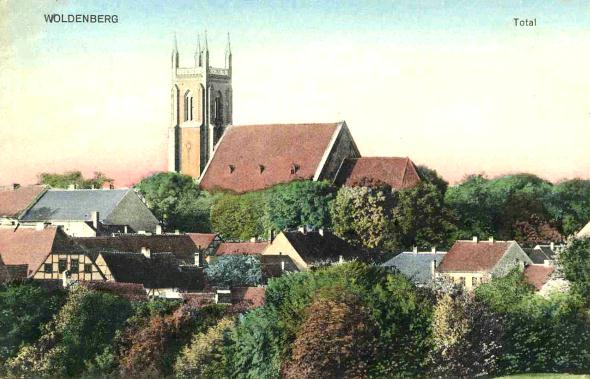
Woldenberg på vykort från 1890.

Genom den stora preussiska förvaltningsreformen 1815 blev staden Woldenberg del av Kreis Friedeberg i provinsen Brandenburg. År 1829 drogs den stora landsvägen mellan Berlin och Königsberg i Ostpreussen genom staden, det som sedermera blev Reichsstrasse 1. År 1847 fick staden även järnvägsförbindelse till Stargard och 1849 till Kreuz, så att staden därmed blev station på järnvägen mellan Stettin och Posen.
År 1938 införlivades staden i provinsen Pommern. Under andra världskriget låg här fånglägret Stalag II C, 1941 omvandlat till officerslägret Oflag II C Woldenberg, med en yta på 25 hektar. Delar av fångarna tvingades under den tyska reträtten 1945 marschera västerut, medan övriga fångar befriades av Röda armén. Staden förstördes till 85 procent i striderna då staden intogs. Stadens viktigaste byggnadsminne, stadskyrkan, klarade sig, medan stora delar av innerstaden, som lades i ruiner, idag endast består av öppna gräsytor.
Efter krigsslutet tillföll staden Folkrepubliken Polen enligt Potsdamöverenskommelsen, och den huvudsakligen tyskspråkiga befolkningen fördrevs över Oder. Under decennierna efter kriget återbefolkades staden av polska flyktingar och bosättare.